# Cikunir
Cikunir is een bestuurslaag in het regentschap Tasikmalaya van de provincie West-Java, Indonesië. Cikunir telt 8145 inwoners (volkstelling 2010).